# NGC 1074
NGC 1074 este o emission-line galaxy⁠(d) situată în constelația Balena. A fost descoperită în 28 noiembrie 1885 de către Francis Leavenworth. Se află la o distanță de 107,4 megaparseci de Pământ.